# Warren Hughes
Warren Hughes, född 19 januari 1969 i Newcastle upon Tyne är en brittisk racerförare. 
Hughes har kört de flesta kategorier inom bilsporten. Han har bland annat vunnit Brittiska GT-mästerskapet 2012 och en klasseger i Le Mans 24-timmars 2005.